# Mot-valise
Un mot-valise est un mot formé par la fusion d'au moins deux mots existant dans la langue, associant le plus souvent le début d'un mot et la fin d'un second, à condition qu'ils aient un son commun ou une syllabe commune (voire plusieurs). Cette caractéristique distingue le mot-valise du mot composé. Contrairement à d'autres néologismes, le mot-valise se comprend facilement, puisque les mots dont il est issu restent identifiables,,,. Son procédé permet de construire des noms communs, des noms propres, des verbes, des adjectifs ou des adverbes. Récemment, le mot iel a fait apparaître un mot-valise appartenant à la classe des pronoms personnels.
La séquence de lettres ou la syllabe commune aux mots qui s'interpénètrent est parfois nommée charnière. Si les sons communs sont situés en plusieurs endroits, il y a plusieurs charnières (comme dans franglais).
Le mot-valise se distingue de l'acronyme, mot formé des initiales abréviatives ou des syllabes initiales de plusieurs mots. Il se distingue aussi du mot composé et du mot dérivé par la troncation (abrègement de mots par la suppression d'au moins une de leurs syllabes). D'autre part, le mot-valise se fonde sur un procédé morphologique, qui peut produire des effets sémantiques, et ne doit pas être confondu avec le mot fourre-tout (ou la notion fourre-tout), nom ou locution dont on se sert pour désigner une catégorie, abusivement créée, de personnes ou de faits. Il ne faut donc pas parler de mot-valise lorsqu'on veut dénoncer un amalgame sémantique.
Le but du mot-valise est de faire un jeu de mots ou d'enrichir la langue. C'est un phénomène proche de l’orthographe fantaisiste.

## Origine de l'expression
Le terme « mot-valise » (traduction de l'anglais « portmanteau word ») semble résulter de la transposition en français du jeu inventé par l'écrivain anglais Lewis Carroll dans son célèbre roman De l'autre côté du miroir (1871). Il utilise l'image d'une valise qui s'ouvre par le milieu et révèle deux compartiments : un seul mot suffit pour dire deux choses à la fois. À l'époque de Lewis Caroll, ce type de valise particulier s'appelait en anglais « portmanteau », ce qui explique l'expression anglaise « portmanteau word ».
Dans le roman De l'autre côté du miroir, au chapitre 6, le personnage Humpty Dumpty explique à Alice la signification du mot « slictueux » (« slithy » en anglais) qui apparaît au début du poème Jabberwocky : 
| « Well, "SLITHY" means "lithe and slimy." "Lithe" is the same as "active." You see it's like a portmanteau—there are two meanings packed up into one word. » | « Eh bien, « slictueux » signifie : « souple, actif, onctueux. » Vois-tu, c'est comme une valise : il y a deux sens empaquetés en un seul mot. » |

## Définition
Le mot-valise, appelé techniquement amalgame lexical, est connu depuis le XVIe siècle (Rabelais a par exemple créé le mot « sorbonnagre » en amalgamant « sorbonne » et « onagre »). De nombreux mots-valises sont entrés dans le langage courant, mais il est courant d'en créer de nouveaux par jeu (amalgames fantaisistes).
Plusieurs termes existent pour nommer un amalgame lexical : mot-portemanteau, mot-centaure, mot-tiroir, mot-gigogne, etc. La définition du mot-valise varie selon les linguistes ; dans son acception la plus large, c'est un assemblage d'au moins deux lexèmes, dont un au moins perd une partie de son signifiant.
Sur cette base, il est possible d'ajouter plusieurs contraintes. La plus courante, la contrainte morphologique, impose d'assembler deux mots sur une syllabe commune, appelée « charnière », avec apocope du premier et aphérèse du second : le mot-valise calligramme est un assemblage de calligraphie et d'idéogramme, les deux mots partageant la syllabe « gra ». La contrainte morphophonologique requiert un segment commun, qui peut être une seule lettre (comme Bollywood, croisement de Bombay et Hollywood par la lettre « o »).
La contrainte sémantique, voulue par certains, impose que les mots assemblés appartiennent à un même champ lexical ou à des champs lexicaux interconnectés. Par exemple, un alicament est à la fois un aliment et un médicament. En revanche, un motel n’est pas à la fois un moteur et un hôtel.

## Construction
La construction d'un mot-valise se fait par troncation d'un mot existant puis composition avec d'autres mots ou d'autres troncations. Les termes linguistiques qui se rapportent à la troncation sont : l'apocope (suppression de phonèmes à la fin du mot), l'aphérèse (suppression de phonèmes au début du mot) et la syncope (suppression de phonèmes au milieu du mot).
| Type d'amalgame     | Exemples |
| ------------------- | --- |
| apocope et aphérèse | copillage (copie et pillage), franglais (français et anglais), infobésité (information et obésité) |
| apocopes            | Alnico (aluminium, nickel et cobalt), dircab (contraction de directeur de cabinet), manfra (manga et français), Oulipo (contraction de Ouvroir de littérature potentielle), Benelux (contraction de Belgique, Nederland, et Luxembourg) |
| aphérèses           | énol (alcène et alcool) |
| aphérèse simple     | avionique (avion et électronique), bistronomie (bistro et gastronomie), pianocktail (piano et cocktail) |
| apocope simple      | docufiction (documentaire et fiction), infocentre (informatique et centre) |
| syncope             | alphadécédet (alphabet et décédé), procaféination (procrastination et caféine) |

## Exemples
Le mot-valise est source de beaucoup de néologismes.
- algorave, d'algorithme et rave ;
- alicament, d'aliment et médicament ;
- adulescent, d'adulte et adolescent ;
- Brexit, de Britain (Grande-Bretagne) et exit (sortie) ;
- cognitique, de cognition et automatique ;
- contraception, de contre et conception ;
- démocrature, de démocratie et dictature ; mot attesté chez Gérard Mermet dans les années 1980[7] ;
- denglish, de deutsch et english ;
- Emmabuntüs, de Emmaüs et Ubuntu ;
- franglais, de français et anglais
- infox, de information et intox ;
- informatique de information et automatique ;
- japoniaiserie, mot péjoratif formé de japonaiserie et niaiserie ;
- la « lobotomobile », surnom (probablement inventé a posteriori) du véhicule à bord duquel le docteur Walter Jackson Freeman voyageait à travers les États-Unis dans les années 1940 ;
- motel, contraction de motor et hotel[8] ;
- partagiciel, de partager et logiciel ;
- stagflation, de stagnation et inflation ;
- tapuscrit, de taper et manuscrit ;
- Twictée, de Twitter et dictée ;
- vélorution, de vélo et révolution (il s'agit aussi d'une anagramme) ;
- le Wiktionnaire, de wiki et dictionnaire.

Comme tout néologisme, les mots-valises peuvent fournir une solution alternative aux emprunts lexicaux, notamment aux anglicismes :
- biografilm, équivalent français de biopic ;
- clavardage, de clavier et bavardage (création québécoise[9] pour traduire le sens particulier qu'a pris en informatique le mot anglais chat, parfois francisé en tchate) ;
- courriel, de courrier et électronique (création québécoise[10], officiellement reconnue en France[11], pour remplacer l'emprunt e-mail) ;
- divulgâcher, de divulguer (les éléments essentiels d'une intrigue, notamment son dénouement, un coup de théâtre, etc.) et gâcher (sous-entendu : le plaisir du spectateur, du lecteur, etc.) – le mot permet d'éviter l'emploi du verbe spoiler ou des locutions du type commettre un spoiler ;
- folksonomie, de folks (les gens) et taxonomie ;
- pourriel, de poubelle et de courriel (création québécoise ; la proposition d'officialisation a été rejetée par l'Académie française, à cause de sa trop grande parenté phonétique avec courriel) ;
- traumavertissement, proposé au Québec pour remplacer trigger warning ;
- webinaire, de web (internet) et séminaire[12] ;
- la zadigacité, de Zadig et de sagacité, mot-valise proposé comme équivalent français de sérendipité.

Les mots-valises ne sont pas tous des créations récentes :
- décimeur : déformation critique et ironique, par Voltaire, du mot décimateur, sous-entendant par là que la dîme était tellement importante pour les pauvres qu'elle les décimait par la famine ;
- politichien : terme infamant formé par le général de Gaulle, par fusion de chien et de politicien[13] ;
- Midouze : cours d'eau des Landes constitué par la jonction du Midou (parfois orthographié Midour) et de la Douze ;
- au Portugal, la ville d'Alcobaça et le petit fleuve Alcobaça (« Rio Alcobaça », nom du fleuve jusqu'à son embouchure dans l'océan Atlantique), tirent leur nom de celui de deux rivières, l'Alcoa (« Rio Alcoa ») et le Baça (« Rio Baça »)[14] ;
- Bakerloo, ligne du métro de Londres ouverte en 1906, des stations de Baker Street et Waterloo ;
- Indonésie : de l'Inde (le pays) et nisos, le mot grec pour île ;
- Sénégambie : nom donné à l'ancienne fédération (1982 - 1989) du Sénégal et de la Gambie ;
- Tanzanie : nom donné à la fusion en 1964 du Tanganyika et de l'archipel de Zanzibar.

En linguistique, le terme peut être utilisé comme synonyme plaisant de forme contractée (forme unique issue de deux lexèmes qu'on ne peut plus reconnaître : à + le → au, de + les → des en français, in + dem → im en allemand, etc.). De la même manière, un morphème portemanteau est un morphème qui porte simultanément plusieurs significations : par exemple, le morphème anglais -s porte les significations : indicatif + présent + troisième personne + singulier.
Cette forme de néologisme créée par contraction de deux ou plusieurs termes n'est pas propre au français et existe dans de nombreuses langues.

## En littérature
La création de mots-valises permet un nombre illimité de combinaisons, ce qui ne peut manquer de séduire les écrivains et les passionnés de jeux de langage :
- « serpent » + « pantalon » → serpentalon (au lieu de serpentpantalon)
- « cheval » + « valise » → chevalise

Lewis Carroll a ouvert la voie pour les poètes et la poésie, qu’emprunteront en France aussi bien Raymond Roussel et Antonin Artaud que Michel Leiris (avec son « a guest + a host = a ghost »), et les oulipiens dont, bien sûr, Marcel Duchamp et Raymond Queneau. Ce dernier, dans les Fleurs bleues fait ainsi dire à Lalix : « Vous êtes tournipilant à la fin ! »
Boris Vian inventa de même le « pianocktail » de L'Écume des jours, objet onirique qui procure une sensation mêlant l'ivresse de l'alcool et celle du jazz.
Le jeu peut alors devenir définitionnel :
- adoléchiant : jeune personne au mauvais caractère ;
- ânorak : modèle d'anorak spécialement conçu pour les ânes, dont le capuchon est surmonté de compartiments accueillant les oreilles (mot créé par Emmanuel Guibert et Marc Boutavant dans le tome 7 de leur bande dessinée Ariol[15]) ;
- cerf-les-fesses : cervidé plutôt trouillard (l'un des animaux d'amour de Paul Fournel) ;
- chérisson : être dont on aime le charme piquant ;
- chirurchien : celui qui chasse la lapindicite ;
- desnario, de dessin et scénario[16], terme utilisé par Pierre Seron pour désigner son travail d'auteur dans les albums entièrement réalisés par lui de la bande dessinée Les Petits Hommes ;
- diplotame : qui a mis les pieds dans le plat à l'ONU ;
- éléphapotame : pachyderme des rivières (éléphant + hippopotame) ;
- escrotale : vendeur aux dents longues ;
- vréalité : vérité vraie ;
- homarylinmonroe : crustacé que certains aiment chaud (l'un des opossums célèbres d'Hervé Le Tellier) ;
- merdaille : une médaille dont le peu de valeur en fait un objet absolument quelconque, voire méprisable ;
- Merditerranée : mer polluée ;
- merdiateur : homme de médias faisant n'importe quoi ;
- milichien : chien policier ;
- poustache : moustache ayant poussé ;
- primaturé : singe né avant terme ;
- testicubes : testicules carrés ;
- brugnoler : brûler des bagnoles ;
- lézardent : petit reptile incandescent[e] ;
- ordinatueur : mot créé par Christian Grenier dans un roman portant ce titre, paru en 1997 aux éditions Rageot : certains utilisateurs d'un ordinateur révolutionnaire hyper-sophistiqué meurent d'un arrêt cardiaque en se servant d'un logiciel téléchargé ;
- chamarlatanisme : mot créé par Philippe Muray à partir de charlatan et de chamanisme[17] ;
- une vîle est une cité flottante (réservée aux privilégiés de la société), dans un roman d'anticipation de Lucie Pierrat-Pajot[18].

De nombreux écrivains ont créé des mots-valises :
- Victor Hugo : foultitude en croisant « foule » et « multitude »
- Edmond Rostand : ridicoculiser en croisant « ridiculiser » et « cocu »
- Raymond Queneau : alcoolade en télescopant « alcool » et « accolade »
- Nicole Brossard : vfentre en télescopant « fente » et « ventre »
- Jacques Derrida : animot en associant « animal » et « mot » ou encore animalséance en associant « animal » et « malséance »
- Francis Ponge : proêmes en associant prose et poème ou encore objeu grâce à objet et jeu

Certains l'emploient de façon ludique :
- « Au secours ! soupira-t-il. Je tombe en pommoison » (James Joyce).
- « Hépathétique : personne aux yeux si jaunes qu'elle inspire la pitié » (Alain Finkielkraut).

Des auteurs élaborent des « noms-valise », fusion de plusieurs noms. Don Juan de la Manche, par exemple, le titre d'une œuvre de Robert Menasse, contient les deux noms Don Juan et Don Quichotte de la Manche.

## En biologie
Le mot composé est d'un usage très courant pour désigner les êtres hybrides.
- Chez les mammifères : tigron (croisement d'un tigre et d'une lionne) ; ligre (croisement entre un lion et une tigresse) ; grolar (de « Grizzly » et « Polar ») ; zébrâne, zébrule…
- Mais également pour certaines plantes : arabusta (des caféiers « arabica » et « robusta ») ; tangelo (de « tangerine » et « pomelo »)…

## En politique
Dans le monde anglo-saxon, politiquement bi ou tri-partisan, au moins depuis les élections de 1872, des mots-valises (dits « mots-portemanteaux ») ont été créés par soudure de noms de partis politiques existants, avec une intention péjorative ou humoristique. Dans les années 2000, ces mots sont souvent utilisés par des partis populistes et anti-élites et/ou anti-establishment. Ainsi par exemple :
- aux États-Unis : Republicrat, Demopublican, Repubocrat, Demican, Democan et Republocrat[20],[21],[22]
- Au Royaume-Uni : Lib-Lab-Con ou LibLabCon utilisé pour émettre l'idée que les partis politiques (Liberal Democrats, Labour Party, et Conservative Party) seraient peu ou prou semblables.

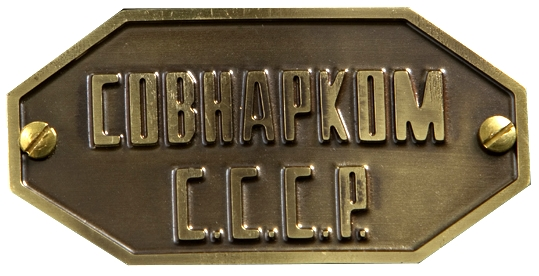
Plaque de 1930 du gouvernement soviétique portant le mot-valise Sovnarkom.

En URSS, dans les années 1920 et 1930, ainsi que dans les pays satellites dans les années 1950, monde politiquement mono-partisan, un foisonnement de mots-valises est venu remplacer d'anciennes dénominations politiques, administratives ou géographiques jugées obsolètes et porteuses de sens hérités d'un passé d'« exploitation de l'Homme par l'Homme » dont il fallait, conformément aux paroles de L'Internationale, faire « table rase ». Certes, la plupart ne sont pas de véritables mots-valises mais des composés obtenus par collage après troncation, dans lesquels on ne constate aucune fusion syllabique, voire de simples acronymes.
C'est ainsi qu'apparurent Donbass pour « bassin du Don » (auparavant appelé Méotide, du peuple antique des Méotes), Sokhoud pour « union des artistes soviétiques » (russe : союз советских художников translittéré Soyouz sovietsikh khoudojnikov), Soreal pour « réalisme socialiste », Politruk pour « commissaire politique » (russe : политический руководитель soit Polititcheskii roukovoditel), Glavk pour « comité principal » ou « exécutif » (russe : главный комитет), Sovnarkom pour « Conseil des commissaires du peuple » (le gouvernement), Goulag pour le réseau des environ six cents camps de travail forcé ou Roskomnadzor pour la censure (russe : Федеральная служба по надзору в сфере связи, информационных технологий и массовых коммуникаций soit « Service fédéral de surveillance des communications, technologies de l'information et des médias ») ; ces termes ne comportaient pas d'intention péjorative ou humoristique en eux-mêmes, bien au contraire, mais ont été intégrés par la population dans de nombreuses blagues politiques
.

## Dénomination de produit ou de marque
Ce procédé littéraire, comme de nombreux autres, est souvent utilisé pour nommer des produits ou des marques.
En évoquant simultanément deux idées dans l'esprit du consommateur, il favorise l'assimilation de l'image du produit. Exemple : « Cracotte » (craquante + biscotte) ou « Pom'pote » (pomme + compote).

## Dans les univers imaginaires
Dans les jeux vidéo, bandes dessinées, livres fantastiques et autres œuvres se passant dans un monde imaginaire fantastique, des mots-valises sont régulièrement utilisés dans la nomenclature du bestiaire et pour certains objets :
- le septième album de la série Jeremiah d'Hermann s'intitule Afromerica, nom propre dans lequel se mêlent les syllabes des noms Africa et America (ce mot-valise a probablement été inventé par les Français Boris Bergman, Jean-Pierre Lang et François Bernheim, auteurs d'un disque sorti en 1978 chez Barclay qui s'intitulait Afromerica / Continent Number 6) ;
- le nom Bisounours est un mot-valise résultant de la fusion de deux hypocoristiques : bisou et nounours.

Le nom Pokémon n'est pas un mot-valise car aucun son n'y est commun aux deux mots tronqués dont il se compose (pocket et monster, ce qui donne le sens de « monstre de poche »). Toutefois, certaines des créatures du bestiaire fantastique qui apparaît dans la série sont désignées par des mots-valises, de manière plus ou moins reconnaissable, d'après le physique ou le caractère :
- Rhinocorne et Rhinoféros : issu de rhinocéros et corne ou féroce ;
- Poissirène : poisson + sirène ;
- Cerfrousse : cerf + frousse ;
- Rapasdepic: rapace + as de pique[31] ;
- Tyranocif : tyrannosaure + nocif.

Les keypers sont des jouets renfermant une cachette fermée à clé : le terme est un composé des mots anglais key (clé) et keeper (gardien). C'est pour l'œil d'un lecteur, plus que pour l'oreille d'un auditeur, que ce mot s'avère être un mot-valise.